# Paso Coyote
Paso Coyote är en ort i Mexiko.   Den ligger i kommunen Tierra Blanca och delstaten Veracruz, i den sydöstra delen av landet, 300 km öster om huvudstaden Mexico City. Paso Coyote ligger 68 meter över havet och antalet invånare är 587.
Terrängen runt Paso Coyote är platt, och sluttar österut. Runt Paso Coyote är det ganska tätbefolkat, med 65 invånare per kvadratkilometer. Trakten runt Paso Coyote består till största delen av jordbruksmark.